# Anastrophyllum subcomplicatum
Anastrophyllum subcomplicatum là một loài rêu trong họ Anastrophyllaceae. Loài này được Lehm. & Lindenb. Stephani mô tả khoa học đầu tiên năm 1893.